# Hyla sanchiangensis
A Hyla sanchiangensis a kétéltűek (Amphibia) osztályának békák (Anura) rendjébe és a levelibéka-félék (Hylidae) családjába tartozó faj.

## Előfordulása
A faj Kína endemikus faja. Természetes élőhelye a mérsékelt égövi erdők, trópusi vagy szubtrópusi nedves síkvidéki erdők, trópusi vagy szubtrópusi nedves hegyvidéki erdők, édesvízi mocsarak, öntözött földek. A fajra élőhelyének elvesztése jelent fenyegetést.